# Бур, Пьетро
Пье́тро Бур (итал. Pietro Boer; род. 16 мая 2002, Местре) — итальянский футболист, вратарь клуба «Рома».

## Футбольная карьера
Бур является воспитанником «Венеции». 15 августа 2018 года он подписал контракт с «Ромой».
Дебютировал за «Рому» 10 декабря 2020 года в матче Лиги Европы против болгарского клуба «ЦСКА София» (3:1).

## Достижения
«Рома»
- Победитель Лиги конференций УЕФА: 2021/22